# 埼玉県道175号小前田児玉線

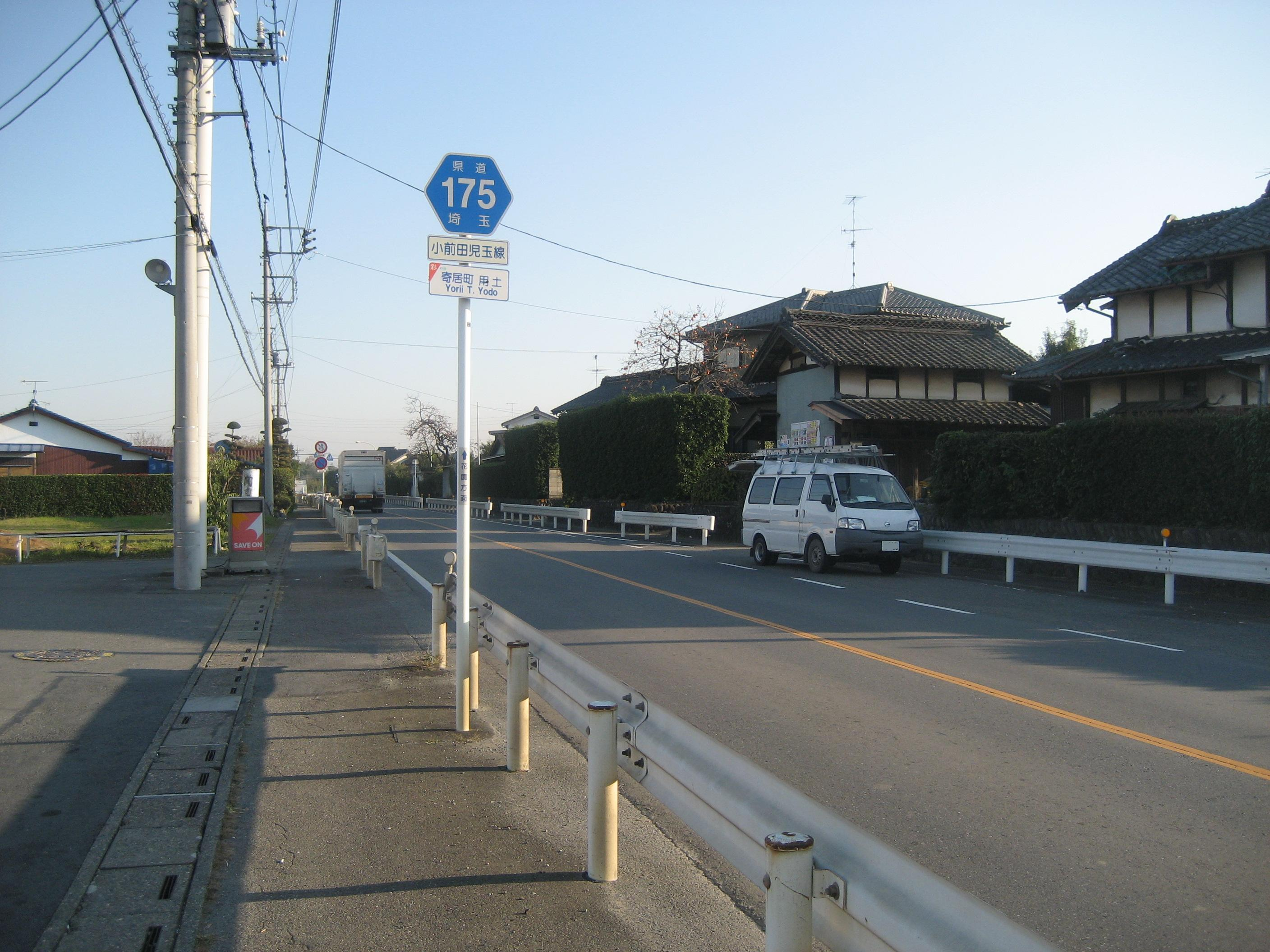
寄居町内

埼玉県道175号小前田児玉線（さいたまけんどう175ごう おまえだこだません）は、埼玉県深谷市から本庄市に至る県道である。かつては江戸から上州に向かう川越児玉往還（現在の国道254号）の一部であった。

## 起点・終点
- 陸上距離：5.134km
- 起点：埼玉県深谷市荒川 国道140号交点
- 終点：埼玉県本庄市児玉町児玉 国道462号交点

## 通過する自治体
- 埼玉県
  - 深谷市
  - 大里郡寄居町
  - 児玉郡美里町
  - 本庄市

## 交差する主な道路
- 国道140号旧道（起点 - 深谷市小前田）
- 埼玉県道86号花園本庄線（起点）
- 埼玉県道62号深谷寄居線（深谷市 原宿交差点）
- 埼玉県道265号寄居岡部深谷線（寄居町 用土郵便局前交差点）
- 埼玉県道31号本庄寄居線（美里町 野中交差点）
- 国道254号（美里町 天神橋交差点 - 本庄市 児玉警察署入口交差点 国道462号交点重複）

## 沿道の主な施設
- JR八高線用土駅
- 寄居用土郵便局
- 秩父鉄道小前田駅
- 寄居警察署小前田駐在所
- 花園郵便局

## 関連記事
- 埼玉県の県道一覧